# Vuger Selo
Vuger Selo je naselje u sastavu Grada Zagreba. Nalazi se u gradskoj četvrti Sesvete.

## Stanovništvo
Prema popisu stanovništva iz 2001. godine, naselje je imalo 221 stanovnika te 65 obiteljskih kućanstava.

Prema popisu stanovništva 2011. godine naselje je imalo 273 stanovnika.
| broj stanovnika | 275   | 291   | 298   | 352   | 353   | 259   | 261   | 266   | 242   | 233   | 225   | 187   | 169   | 164   | 221   | 273   |
|                 | 1857. | 1869. | 1880. | 1890. | 1900. | 1910. | 1921. | 1931. | 1948. | 1953. | 1961. | 1971. | 1981. | 1991. | 2001. | 2011. |